# Cottinella
Cottinella is een monotypisch geslacht van straalvinnige vissen uit de familie van de diepwaterdonderpadden (Abyssocottidae).

## Soort
- Cottinella boulengeri (Berg, 1906)